# Красуля Власій Максимович
Красуля Власій Максимович (1 лютого 1870, село Свидовець, Козелецький повіт, Чернігівська губернія, Російська імперія — ?) — полковник Дієвої Армії УНР.

## Життєпис
Народився у селі Свидовець Козелецького повіту Чернігівської губернії. 
Останнє звання у російській армії — підполковник.
З 1918 року — командир паркової групи Окремого (Алмазівського) кінно-гірського дивізіону Армії УНР, згодом — Армії Української Держави та Дієвої Армії УНР. 
Учасник  Першого Зимового походу. 
У 1920–1921 роках — командир паркового дивізіону у складі Окремого (Алмазівського) кінно-гірського дивізіону Армії УНР.
З 1923 року жив в еміграції у місті Каліш. 
Подальша доля невідома.